# Hognoides
Hognoides is een geslacht van spinnen uit de familie wolfspinnen (Lycosidae).

## Soorten
De volgende soorten zijn bij het geslacht ingedeeld:
- Hognoides ukrewea Roewer, 1960
- Hognoides urbanides (Strand, 1907)